# 訴訟承継
訴訟承継（そしょうしょうけい）とは、民事訴訟において、訴訟係属中に訴訟物である権利またはそれに関わる権利関係の変動があり、当事者適格が第三者に移転した場合、その第三者（承継人）に当事者としての地位を承継させて、従来の当事者（被承継人）がそれまでに形成した訴訟状態を引き継がせることをいう。
申立ての要否により、当然承継と参加承継・引受承継に分けられる。

## 趣旨
当事者適格を失った従来の当事者に対して判決を行っても紛争の実質的な解決にはならない。また、当事者適格を得た者との間に、新たに別の訴えの提起を必要とすると、それまでの審理がすべて無駄になってしまい訴訟経済に反するうえ、相手の都合で改めて訴えなければならない当事者に不利益を負わせて当事者間の公平に反する。そこで、従来の訴訟を引き継がせることでそれらの不都合性を回避しようとするものである。
もっとも、自分が全く関わっていなかった審理の結果を引き継がせるのは、引き継ぐ者にとって自己に責任の無い不利益を負わせられる可能性があり、手続保障を図る必要がある。そこで、実質的に自己が訴訟追行したのと同等に評価できるだけの手続保障が認められる場合にのみ、承継を認める。

## 当然承継
実体法上の地位の変動により、当然に承継が生じる場合をいう。具体的には、死亡により権利関係を相続人が相続した場合（訴訟代理人が存在する場合を除く）、合併により消滅会社の権利関係を存続会社ないし新設会社が承継した場合、破産手続開始の決定により破産者の財産管理権が破産管財人に移転した場合などがある。
直接的に当然承継を定めた明文の規定はないが、訴訟手続の中断・受継を定めた民事訴訟法124条・125条(125条は、平成16年2004年廃止され、破産法44条に移行)は当然承継を前提としているので、認められると解される。
当然承継の場合は、訴訟代理人が存在しない限り訴訟手続は中断され、裁判所が当事者の受継申立てに基づく受継決定をするか、続行命令をすることで手続が再開されることとなる。

## 参加承継・引受承継
紛争の主体たる地位を承継した第三者の参加申立て、または、第三者に対する引受申立てにより、承継が生じる場合をいう。承継人による訴訟参加・訴訟引受と、被承継人（従来の当事者）の訴訟脱退により承継が行われる。
- 権利承継人の訴訟参加（民事訴訟法49条）
- 義務承継人の訴訟参加（民事訴訟法51条前段・49条準用）
- 義務承継人の訴訟引受（民事訴訟法50条）
- 権利承継人の訴訟引受（民事訴訟法51条後段・50条準用）

なお、旧民事訴訟法では、権利承継人の訴訟参加と義務承継人の訴訟引受だけを定めていた。これは、自分が義務を負っていると訴訟に参加してくることや、自分には権利がないと第三者に引き受けさせることは、自己に不利益となることからありえないと考えられていたためである。しかし、将来訴訟を提起されるおそれはあり、紛争を解決する目的で自己に不利益であっても参加ないし引受することはありえるので、現行法制定の際に加えられている。